# نعامة
النعام (الاسم العلمي: Struthio)، جنس من الطيور الكبيرة التي لا تطير. وهي أثقل الطيور الحية، وتضع أكبر بيض مقارنة بأي حيوان بري حي. ولديها القدرة على الجري بسرعة 70 كم / ساعة، فهي أسرع الطيور على الأرض. يتم تربيتها في جميع أنحاء العالم، مع وجود صناعات لها مهمة في الفلبين وناميبيا. جلد النعام سلعة مربحة، ويستخدم الريش الكبير لتزيين أغطية الرأس في الاحتفالات. وقد استخدم البشر بيض النعام منذ آلاف السنين.
جنس النعام من فصيلة النعامية تحت رتبة النعاميات، وهي جزء من الصنيف الفرعي قديمات الفك، وهي مجموعة متنوعة من الطيور التي لا تطير والتي تُعرف أيضا باسم مسطحات الصدر والتي تشمل الإيمو والروحاء والكيوي. هناك نوعان من النعام الحية:النعام الشائع، موطنه مناطق واسعة من أفريقيا جنوب الصحراء الكبرى، والنعام الصومالي، موطنه الأصلي القرن الإفريقي. كان النعام الشائع يعيش في شبه الجزيرة العربية، وكان النعام موجودا عبر آسيا حتى الشرق الأقصى إلى منغوليا خلال البليستوسيني المتأخر وربما في الهولوسين.